# Чесим (Невесиње)
Чесим или Ћесим је насељено мјесто у општини Невесиње, Република Српска, БиХ.

## Становништво
| Националност | 1991. | 1981. | 1971. | 1961. |
| Срби         |       | 3     | 20    | 45    |
| Хрвати       |       |       |       | 7     |
| непознато    |       |       |       |       |
| Укупно       | 0     | 3     | 20    | 52    |

| Демографија (Чесим) (Чесим) (Чесим) (Чесим) | Демографија (Чесим) (Чесим) (Чесим) (Чесим) | Демографија (Чесим) (Чесим) (Чесим) (Чесим) |
| Година                                      | Становника                                  | Становника                                  |
| ------------------------------------------- | ------------------------------------------- | ------------------------------------------- |
| 1961.                                       | 52                                          |                                             |
| 1971.                                       | 20                                          |                                             |
| 1981.                                       | 3                                           |                                             |
| 1991.                                       | 0                                           |                                             |